# سونبورن
سونبورن (به آلمانی: Sonneborn) یک شهر در آلمان است که در گوتا واقع شده‌است. سونبورن ۱٬۲۸۶ نفر جمعیت دارد.